# Sint Maartensdijk
Sint Maartensdijk (seeländisch Smerdiek) ist eine Stadt mit 3.570 Einwohnern (Stand: 1. Januar 2024) innerhalb der niederländischen Gemeinde Tholen in der Provinz Zeeland. 
Anfangs war Sint Maartensdijk ein am Fluss Hastee gelegener Ort namens Haestinge. 1491 bekam Sint Maartensdijk Stadtrechte, hatte aber keinen Sitz in den Staten van Zeeland, weswegen der Ort zu der Gruppe der Smalstads gerechnet wird. Im Mittelalter war Sint Maartensdijk eine blühende Stadt. 1434 heirateten hier Frank von Borsselen und Jakobäa von Bayern, Gräfin von Holland. Ihr Schloss an der Nordseite des Ortes kam durch Erbschaft an das Haus Oranien. Es wurde 1819 abgerissen.
Sint Maartensdijk ist für seine Verbindungen zum Haus Oranien bekannt. Königin Beatrix trägt den Titel einer Frau von Sint Maartensdijk. Das monumentale Gemeindehaus, das 1628 mit finanzieller Unterstützung von Friedrich Heinrich von Oranien gebaut wurde, hängen Porträts aus dem 17. Jahrhundert der Familie.
1971 wurde Sint Martensdijk mit anderen Orten zur Gemeinde Tholen zusammengelegt, beherbergt aber weiterhin das Rathaus.

## Geboren in Sint Maartensdijk
- Cornelis Vermuyden (1595–1683), Wasserbauer
- Keetie van Oosten-Hage (* 1949), Radrennfahrerin
- Bella van der Spiegel-Hage (* 1948), Radrennfahrerin